# Diamante Orlov

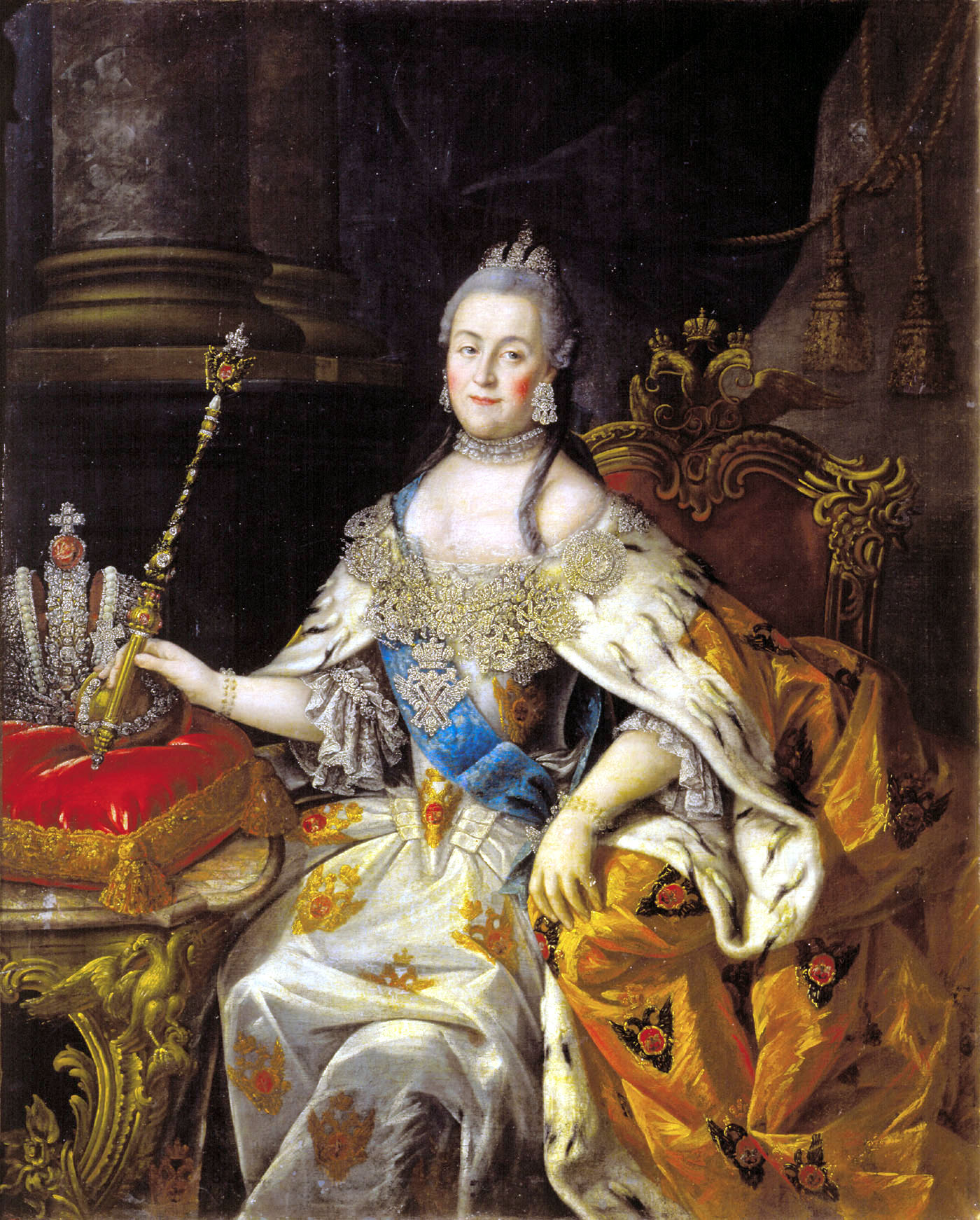
Catalina la Grande con la Corona Imperial de Rusia y el Cetro Imperial con el diamante Orlov. Pintada por Alekséi Antrópov, ap. 1765.

El diamante denominado Orlov (a veces referido como Orloff) es una piedra preciosa de grandes dimensiones, perteneciente a la colección de diamantes del Kremlin (Moscú, Federación Rusa). Posee las proporciones y la forma de un huevo cortado por la mitad y su origen conocido remonta al siglo XVIII, cuando fue descubierto por los occidentales en un templo hindú situado en Mysore, en el sur de la India. 

## Historia
Los detalles de la historia del Orlov se perdieron con el tiempo, pero existen relatos concordantes en el sentido de que fue utilizado como el ojo de la estatua de Sri Ranganatha, deidad a la que se había consagrado el templo de Srirangam en el sur de la India.
El responsable del robo habría sido un desertor francés perteneciente a un cuerpo de granaderos que participaba en la guerras carnáticas. Dicho desertor se habría aparentemente convertido al hinduismo y participó en las ceremonias de adoración de la deidad durante muchos años. Se desconoce a ciencia cierta si tal acción fuese sincera o no. Lo más posible es que se trataba únicamente de un medio para ganar acceso a la estatua del Dios. El templo se encontraba en una isla en el río Kaveri y estaba rodeado de siete murallas. A ningún cristiano se le había permitido ir más allá de la cuarta muralla. Una vez que, quizás luego de una planificación de largos años, sustrajo la reliquia del lugar sagrado alrededor del año 1750, el desertor huyó a Madras donde obtuvo la protección del ejército británico y también un comprador del diamante.
A partir de ese momento, la preciosa piedra pasó de mano en mano entre mercaderes ávidos de ganancias, hasta que llegó al mercado de piedras preciosos de Ámsterdam. Un personaje llamado Salfras (para algunos se trataba de un armenio, para otros de un persa) vendió la joya al conde ruso Grigori Grigórievich Orlov por 400.000 florines holandeses. Se sostiene que el conde hubiera estado dispuesto a pagar un precio aún mucho más elevado para obtener el diamante.
Años antes de tal adquisición, el conde Orlov había tenido un romance con una princesa alemana llamada Sophie Frederick Augusta. Dicha princesa, estaba destinada a transformarse en la histórica Catalina II de Rusia. El conde Orlov ansiaba revivir el antiguo romance y sabiendo que Catalina deseaba poseer el diamante, se lo regaló. Pese a no haber alcanzado la finalidad deseada, el conde recibió ulteriormente diversos favores de Catalina, entre ellos el Palacio de Mármol de San Petersburgo. Catalina bautizó asimismo al diamante con el nombre del conde y encomendó a su joyero C.N.Troitinski la confección de un cetro que se completó en el año 1784, ahora conocido como el Cetro imperial en el que se incorporó la reliquia.
Algunas fuentes sostienen que el Orlov no es sino una parte de otro famoso diamante ahora perdido, el Gran Mogol, que desapareció durante el pillage de Delhi en 1739. Pero la mayoría de los historiadores sostienen que ambos diamantes tienen orígenes completamente diferentes.
Partes de la historia del Orlov habrían inspirado al escritor británico Wilkie Collins para su novela "La piedra lunar".

## Descripción
Según la descripción de Burton (1986), el cetro imperial consiste en un eje pulido dividido en tres secciones con ocho anillos de diamantes tallados, algunos de los cuales pesan 30 quilates (aproximadamente 6 gramos) y quince entre ellos 14 quilates (aproximadamente 2,8 gramos cada uno). El Orlov está colocado en la cúspide con su faceta combada hacia el frente. Encima se encuentra el águila bicéfala con el escudo de Rusia esmaltado en su pecho.
El Orlov constituye una rareza entre los diamantes históricos, puesto que conserva el estilo original hindú de tallado en rosa. Su color es blanco con reflejos azulados. Según los datos suministrados por el Kremlin, el diamante mide 32 x 35 x 31 milímetros y su peso total es de 189,62 quilates (aproximadamente 37.927 gramos).